# Roland Aboujaoudé
Roland Aboujaoudé, auch Roland Abou Jaoudé, (* 7. September 1930 in Jall-Eddib, Libanon; † 2. Mai 2019 in Byblos, Libanon) war ein libanesischer Geistlicher und Bischof der Maronitischen Kirche.

## Leben
Roland Aboujaoudé empfing am 4. April 1959 die Priesterweihe im maronitischen Ritus. 
Am 23. August 1975 wurde er durch Erzbischof Anton Peter Khoraiche, den Maronitischen Patriarchen von Antiochien und des ganzen Osten, zum Titularbischof von Arca in Phoenicia dei Maroniti geweiht. Mitkonsekratoren bei der Bischofsweihe waren Erzbischof Elie Farah von Zypern und Bischof Joseph Merhi CML von Kairo. Von 1975 bis 1985 war er als Patriarchalvikar tätig, danach wurde er Generalvikar und bekleidete anschließend das Weihbischofsamt in Antiochien. 
Seit 1997 war er als Kurienbischof und Protosyncellus des Melkitischen Patriarchen eingesetzt. Er war bei vielen Bischofsweihen Mitkonsekrator.
Am 6. Juni 2011 nahm Papst Benedikt XVI. sein aus Altersgründen vorgebrachtes Rücktrittsgesuch an. Roland Aboujaoudé starb im Alter von 89 Jahren im Hospital Notre-Dame-des-Secours in Byblos, in dem er sechs Monate lang im Koma gelegen hatte.

## Mitkonsekrator
- Paul Fouad Naïm Tabet zum Titularerzbischof (pro hac vice) von Sinna (Apostolischer Nuntius)
- Elias Shaheen zum Bischof von Montréal
- Khalil Abi-Nader zum Erzbischof von Beirut
- Joseph Mohsen Béchara zum Erzbischof von Zypern
- Abdallah Bared zum Titularbischof von Tarsus dei Maroniti als Weihbischof in Antiochien
- Antoine Torbey zum Bischof von Latakia
- Paul-Emile Saadé zum Titularbischof von Apamea in Syria dei Maroniti als Weihbischof in Antiochien
- Béchara Pierre Raï OMM zum Titularbischof von Caesarea Philippi als Weihbischof in Antiochien
- Philippe Boutros Chebaya zum Bischof von Baalbek
- Pierre Callaos zum Erzbischof von Aleppo
- Guy-Paul Noujaim zum Titularbischof von Caesarea Philippi als Weihbischof in Antiochien
- Joseph Mahfouz OLM zum Bischof von São Paulo
- Charbel Georges Merhi CML zum Bischof von Buenos Aires
- Francis Némé Baïssari zum Titularbischof von Aradus als Weihbischof in Antiochien
- Paul Youssef Matar zum Titularbischof von Tarsus dei Maroniti als Weihbischof in Antiochien
- Maroun Khoury Sader zum Erzbischof von Tyros
- Gabriel Toubia zum Erzbischof von Tripoli
- Joseph Khoury zum Titularbischof von Chonochora als Weihbischof in Antiochien
- Paul-Mounged El-Hachem zum Bischof von Baalek
- Pierre Wadih Tayah zum Bischof von Mexiko
- Paul Nabil El-Sayah zum Erzbischof von Haifa und dem Heiligen Land
- Tanios El Khoury zum Bischof von Sidon
- Youhanna Fouad El-Hage zum Erzbischof von Tripoli
- Robert Joseph Shaheen zum Bischof von Los Angeles
- Massoud Massoud zum Bischof von Latakia
- Ad Abi Karam zum Bischof von Sydney
- Mansour Hobeika zum Bischof von Zahlé
- Georges M. Saad Abi Younes OLM Bischof von Mexiko
- Chucrallah-Nabil El-Hage zum Erzbischof von Tyros
- Gregory John Mansour zum Bischof von Brooklyn
- Georges Bou-Jaoudé CM zum Erzbischof von Tripoli
- Simon Atallah OAM zum Bischof von Baalbek
- François Eid OMM zum Bischof von Kairo
- Elias Nassar zum Bischof von Sidon